# Tomislav Zvardoň
Tomislav Zvardoň (* 17. května 1973 Opava) je český jazzový a rockový kytarista, skladatel a lektor.

## Kariéra
Na pedagogické fakultě v Olomouci studoval obor hudební a výtvarná výchova, poté na Konzervatoři Jaroslava Ježka improvizaci u Luboše Andršta, jeho lektory byli také Václav Veselý a David Dorůžka.

### Kytarista
V minulosti spolupracoval například s Tam Tam Orchestra, Blankou Šrůmovou, J. P. Rybou, Oscarem Petrem, Bárou Basikovou, skupinou Tshikuna, Šum Svistu, sk. Lokomotiva. Dále působil jako člen orchestru muzikálů Rocky, Rusalka, Pokrevní bratři a dalšími. Hrál  v  jazzovém orchestru Bo Bigband a Kentonmania bigband. Spolupracuje se Symfonickým orchestrem hl. města Prahy FOK. Působí jako studiový hráč, ale je také autorem scénické hudby pro reklamy, např. pro firmu Mitsubishi nebo vinařství Frederick Moschel.
Jako stálý kytarista hraje od září 2016 v pražské skupině Laura a její tygři a také působí v doprovodné skupině Václava Neckáře Bacily. Jeho hlavním hudebním projektem je autorská jazzová skupina Duende.
Působí také od roku 2014 jako firemní hráč pro firmu Yamaha.

### Lektor
Tomislav Zvardoň je řadu let je stálým dopisovatelem časopisu Muzikus, kde publikuje testy hudebních nástrojů a hudební workshopy Hudební patologie , Doprovodná kytara  a Kytarové inspirace .
Soukromě vyučuje hře na kytaru ve všech žánrech.

## Diskografie
- Best Of Jazz Bridge Festival Prague - Kentonmania Big Band, Rudolf Mazač (2005)
- Za branou - Duende (2007)
- Dej mi den - Roman Říčař a Multiplayer (2008)
- New Words In The Dictionary - Duende (2009)
- Garden of Me - Duende (2017)